# 阿雷斯
阿雷斯（法語：Arès，法語發音：[aʁɛs]）是法国吉伦特省的一个市镇，属于阿卡雄区。

## 地理
阿雷斯（44°45'54"N, 1°8'12"W）面积48.25 平方千米，位于法国新阿基坦大区吉倫特省，该省份为法国西南部沿海省份，是法國本土面积最大的省，北起滨海夏朗德省，西临大西洋，南至朗德省，东南接洛特-加龍省，东临多爾多涅省。
与阿雷斯接壤的市镇（或旧市镇、城区）包括：勒唐普勒、昂代诺斯莱班、朗通、莱日卡普费雷、勒波日。

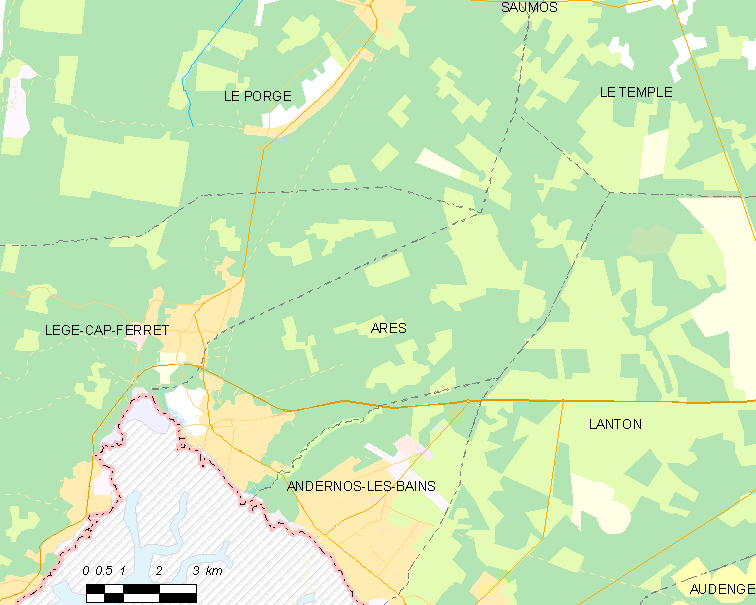
阿雷斯的OSM定位图

阿雷斯的时区为UTC+01:00、UTC+02:00（夏令时）。

## 行政
阿雷斯的邮政编码为33740，INSEE市镇编码为33011。

## 政治
阿雷斯所属的省级选区为昂代诺斯莱班县。

## 人口

1962-2008年间阿雷斯人口变化图示

阿雷斯于2022年1月1日时的人口数量为6477人。